# Adolfo Bioy Casares

Bioy Casares, jaren veertig

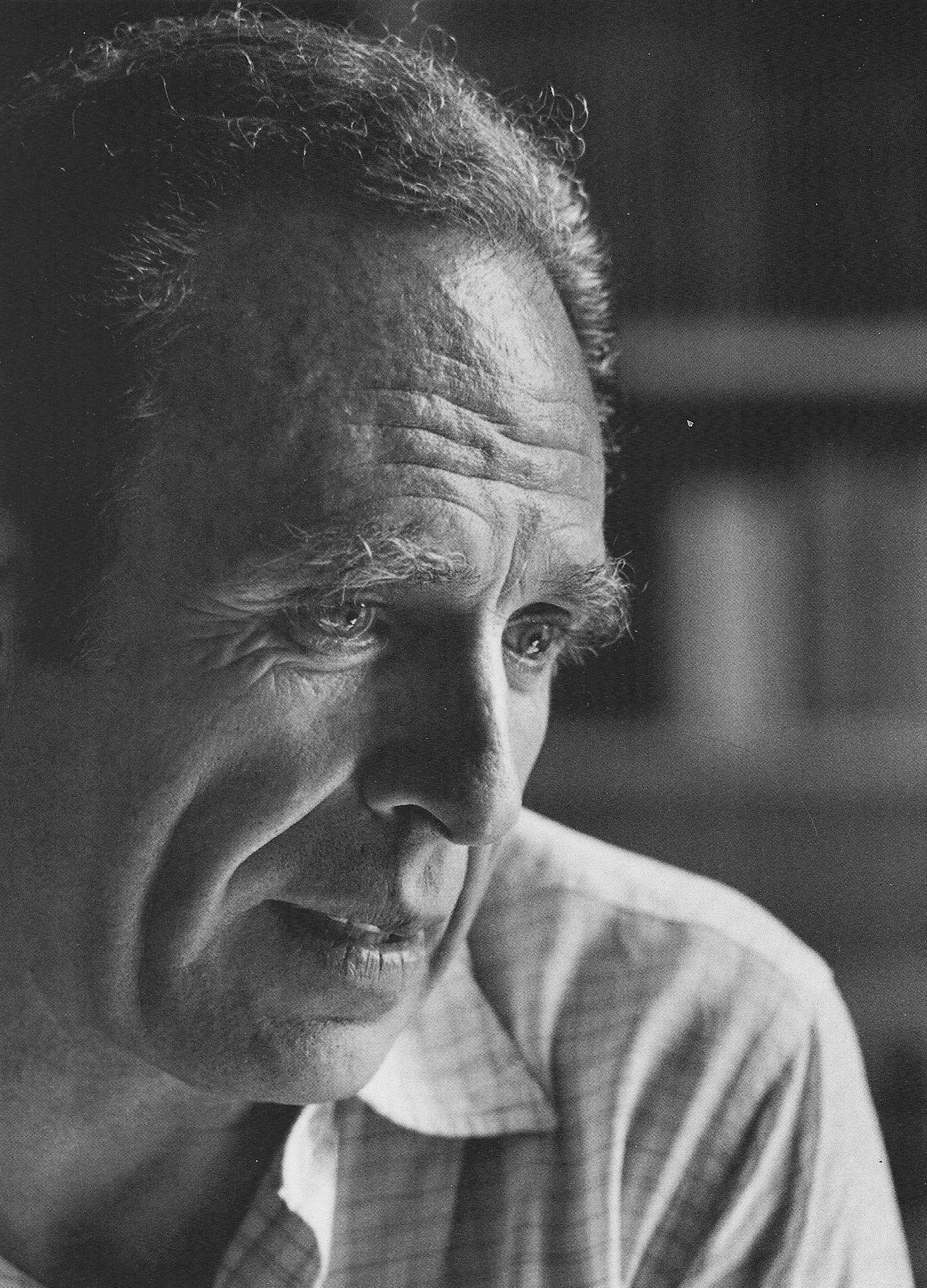
Bioy Casares in 1968

Adolfo Bioy Casares (Buenos Aires, 15 september 1914 – Buenos Aires, 8 maart 1999) was een Argentijns schrijver, journalist en vertaler, soms ook schrijvend onder het pseudoniem H. Bustos Domecq.

## Leven en werk
Bioy Casares werd geboren in een familie van grootgrondbezitters, studeerde rechten en letteren, maar maakte deze studies niet af. Hij begon reeds op vroege leeftijd met schrijven en debuteerde in 1931 met een onder pseudoniem geschreven roman en in 1935 met een bundel verhalen, welke echter door de kritiek slecht werden ontvangen.
Samen Jorge Luis Borges richtte hij in 1935 het tijdschrift ‘Destiempo’ op, waarin ze wilden reageren op de realistische en psychologische romans uit die tijd. Van het blad verschenen maar drie nummers, maar het betekende wel het begin van een levenslange vriendschap tussen beide schrijvers.
Bioy Casares kreeg vooral bekendheid met zijn roman La invención de Morel (Morels uitvinding, 1940), een fantasieverhaal over een ontsnapte gevangene die zich afvraagt waarom alles zich herhaalt en er vervolgens achter komt dat alle mensen die hij tegenkomt eigenlijk een soort van driedimensionale opnames zijn van een machine uitgevonden door Morel. Borges schreef het voorwoord en noemde het boek een ‘beredeneerde verbeelding’.
Andere succesvolle romans van Bioy Casares zijn Plan de evasión (Ontsnapping van Duivelseiland, 1945) en El sueño de los héroes (De dromen van de helden, 1954), waarin hij het motief van de ‘self-fulfilling prophecy’ exploreert. In 1969 verscheen het internationaal aandacht trekkende Diario de la guerra del cerdo (De zwijnenoorlog) en in 1973 Dormir al sol (Slapen in de zon).
Bioy Casares verkreeg verder veel bekendheid met een aantal samen met Borges geschreven satirische romans en verhalen, waaronder Seis problemas para don Isidro Parodi (Zes raadsels voor Don Isidro Parodi, 1943), Dos fantasías memorables (Twee gedenkwaardige fantasiën, 1946), Un modelo para la muerte (Een model voor de dood, 1946’ en Crónicas de Bustos Domecq (De kronieken van Bustos Domecq, 1967). Ook schreven ze samen een aantal scenarios.
Het werk van Bioy Casares werd vele malen onderscheiden, onder andere in 1990 met de Cervantesprijs, de belangrijkste literaire onderscheiding voor een Spaanstalige schrijver. In 1981 werd hij opgenomen in het Franse Legioen van Eer.

### Romans
- La invención de Morel (1940), Morels uitvinding (vert. Mariolein Sabarte Belacortu, Meulenhoff, 1972)
- Plan de evasión (1945), Ontsnapping van Duivelseiland (vert. Jean A. Schalenkamp, Meulenhoff, 1974)
- El sueño de los héroes (1954), De droom van de helden (vert. Barber van de Pol, Meulenhoff, 1978)
- Diario de la guerra del cerdo (1969), De zwijnenoorlog (vert. Johanna Vuyk-Bosdriesz, Agathon, 1977)
- Dormir al sol (1973), Slapen in de zon (vert. Mariolein Sabarte Belacortu, Meulenhoff, 1973)
- La aventura de un fotógrafo en La Plata (1985)
- Un campeón desparejo (1993)

### Verhalen
- Prólogo (1929)
- 17 disparos contra el porvenir (1933)
- La estatua casera (1936)
- La trama celeste (1948)
- Luis Greve, muerto (1937)
- Las vísperas de Fausto (1949)
- Historia prodigiosa (1956)
- Guirnalda con amores (1959)
- El lado de la sombra (1962)
- El gran serafín (1967)
- El héroe de las mujeres (1978)
- Historias desaforadas (1986)

### Met Borges
- Seis problemas para don Isidro Parodi (1942), Zes raadsels voor Parodi (vert. H. van Herpen-Tigler de Lange, Van Ditmar, 1968)
- Dos fantasías memorables (1946)
- Un modelo para la muerte (1946)
- Cuentos breves y extraordinarios (1955)
- Los orilleros (1955), filmscript
- El paraíso de los creyentes (1955), filmscript
- Crónicas de Bustos Domecq (1967), Kronieken van Bustos Domecq (vert. Jan Lechner, Meulenhoff, 1971)
- Libro del cielo y del infierno, (1960)
- Invasión (1969), filmscript
- Les autres (1974), filmscript
- Nuevos cuentos de Bustos Domecq (1977)

### Met Silvina Ocampo
- Los que aman, odian (1946)

#### Met Silvina Ocampo en Jorge Luis Borges
- Antología de la literatura fantástica (1940)
- Antología poética argentina (1941)